# Brigitte Wujak
Brigitte Wujak (Alemania, 6 de marzo de 1955) es una atleta alemana retirada, especializada en la prueba de salto de longitud en la que, compitiendo con la República Democrática Alemana, llegó a ser subcampeona olímpica en 1980.

## Carrera deportiva
En los JJ. OO. de Moscú 1980 ganó la medalla de plata en salto de longitud, con un salto de 7.04 m, tras la soviética Tatyana Kolpakova (oro con 7.06 m) y por delante de otra soviética Tatyana Skachko (bronce con 7.01 m).